# Chalcosyrphus ariel
Chalcosyrphus ariel är en tvåvingeart som först beskrevs av Charles Howard Curran 1941.  Chalcosyrphus ariel ingår i släktet mulmblomflugor, och familjen blomflugor. Inga underarter finns listade i Catalogue of Life.